# Onthophagus petrovitzi
Onthophagus petrovitzi là một loài bọ cánh cứng trong họ Bọ hung (Scarabaeidae).